# Lista de membros da Royal Society eleitos em 1893
Membros da Royal Society eleitos em 1893.

## Fellows of the Royal Society (FRS)
1. James Bryce[2] (1838-1922)
2. William Burnside[3][4][5] (1852-1927)
3. Wyndham Rowland Dunstan[6][7] (1861-1949)
4. William Ellis[8][9] (1828-1916)
5. James Cossar Ewart[10][11] (1851-1933)
6. William Tennant Gairdner (1824-1907)
7. Ernest William Hobson[12] (1856-1933)
8. Henry Hoyle Howorth (1842-1923)
9. Edwin Tully Newton[13] (1840-1930)
10. Sir Charles Scott Sherrington[14] (1857-1952)
11. Edward Charles Stirling (1848-1919)
12. John Isaac Thornycroft[15] (1843-1928)
13. James William Helenus Trail[16] (1851-1919)
14. Alfred Russel Wallace[17] (1823-1913)
15. Arthur Mason Worthington (1852-1916)
16. Sydney Young[18] (1857-1937)

## Royal Members
1. Jorge V do Reino Unido (1865-1936) Patrono